# Crüger (cratera)
Crüger é uma cratera que se localiza na parte oeste da Lua, a nordeste da muito maior Darwin.
A principal característica sobre essa cratera é seu solo interno muito escuro, que é um dos de mais baixo albedo da Lua. A superfície foi cobera por lava basáltica e foi exposta a uma mínima quantidade de deposição de dejetos de impacto. O solo é praticamente sem traços marcantes, apenas com algumas pequenas crateletas próximas ao centro e alguns outros impactos ainda menores. A borda externa é baixa e aproximadamente circular, e não foi significantemente modificada por impactos.

## Crateras-Satélite
Por convenção essas formações são identificadas em mapas lunares por posicionamento da letra no local do ponto médio da cratera que é mais próximo de Crüger.
| Crüger | Latitude | Longitude | Diâmetro |
| ------ | -------- | --------- | -------- |
| A      | 16.0° S  | 62.7° W   | 27 km    |
| B      | 17.2° S  | 71.6° W   | 13 km    |
| C      | 16.8° S  | 61.9° W   | 12 km    |
| D      | 15.3° S  | 64.5° W   | 12 km    |
| E      | 17.5° S  | 65.2° W   | 16 km    |
| F      | 14.2° S  | 64.4° W   | 9 km     |
| G      | 17.9° S  | 68.0° W   | 8 km     |
| H      | 18.0° S  | 65.2° W   | 7 km     |

### Obras em língua portuguesa
- Freitas Mourão, Ronaldo Rogério de (2008). Dicionário Enciclopédico de Astronomia e Astronáutica. Lexicon. ISBN 9788586368356

### Obras em língua inglesa
- Andersson, L. E.; Whitaker, E. A., (1982). NASA Catalogue of Lunar Nomenclature. [S.l.]: NASA RP-1097
- Blue, Jennifer (25 de julho de 2007). «Gazetteer of Planetary Nomenclature». USGS. Consultado em 5 de agosto de 2007
- B. Bussey; P. Spudis (2004). The Clementine Atlas of the Moon. New York: Cambridge University Press. ISBN 0-521-81528-2
- Cocks, Elijah E.; Cocks, Josiah C. (1995). Who's Who on the Moon: A Biographical Dictionary of Lunar Nomenclature. [S.l.]: Tudor Publishers. ISBN 0-936389-27-3
- McDowell, Jonathan (15 de julho de 2007). Lunar Nomenclature (Relatório). Jonathan's Space Report. Consultado em 24 de outubro de 2007
- Menzel, D. H.; Minnaert, M.; Levin, B.; Dollfus, A.; Bell, B. (1971). «Report on Lunar Nomenclature by The Working Group of Commission 17 of the IAU». Space Science Reviews. 12. 136 páginas
- Moore, Patrick (2001). On the Moon. [S.l.]: Sterling Publishing Co. ISBN 0-304-35469-4
- Price, Fred W. (1988). The Moon Observer's Handbook. [S.l.]: Cambridge University Press. ISBN 0521335000
- Rükl, Antonín (1990). Atlas of the Moon. [S.l.]: Kalmbach Books. ISBN 0-913135-17-8
- Webb, Rev. T. W. (1962). Celestial Objects for Common Telescopes 6th revision ed. [S.l.]: Dover. ISBN 0-486-20917-2
- Whitaker, Ewen A. (1999). Mapping and Naming the Moon. [S.l.]: Cambridge University Press. ISBN 0-521-62248-4
- Wlasuk, Peter T. (2000). Observing the Moon. [S.l.]: Springer. ISBN 1852331933